# Solanum poinsettiifolium
Solanum poinsettiifolium är en potatisväxtart som beskrevs av Henry Hurd Rusby. Solanum poinsettiifolium ingår i släktet skattor som ingår i familjen potatisväxter. Inga underarter finns listade i Catalogue of Life.